# São Gonçalo do Amarante (ort i Brasilien, Rio Grande do Norte, São Gonçalo do Amarante, lat -5,79, long -35,33)
São Gonçalo do Amarante är en ort i Brasilien.   Den ligger i kommunen São Gonçalo do Amarante och delstaten Rio Grande do Norte, i den östra delen av landet, 1 800 km nordost om huvudstaden Brasília. São Gonçalo do Amarante ligger 15 meter över havet och antalet invånare är 10 381.
Terrängen runt São Gonçalo do Amarante är platt.Runt São Gonçalo do Amarante är det mycket tätbefolkat, med 4 039 invånare per kvadratkilometer.. Närmaste större samhälle är Natal, 13,3 km öster om São Gonçalo do Amarante.
Runt São Gonçalo do Amarante är det i huvudsak tätbebyggt.